# У опасной черты
«У опасной черты» — художественный фильм кинорежиссёра Виктора Георгиева, снятый в 1983 году. В 1984 году фильм получил приз и почётный диплом города Мартина на кинофестивале в Готвальдове, Чехословакия.

## Сюжет
1943 год. Великая Отечественная война. Третий рейх ведёт разработку новейшего химического оружия для применения его на Восточном фронте. Несколько групп советских разведчиков направляются в тыл противника с задачей захватить и доставить в СССР образцы этого оружия с целью предоставить информацию о его разработке мировому сообществу и тем самым, под угрозой ответного удара, предотвратить его применение Германией.
Одна из разведывательных групп попадает в особо сложные условия…

## В ролях
- Любовь Виролайнен — Анна Ефимова, разведчица / фройляйн Анна, переводчица
- Александр Збруев — Сергей Громов, военнопленный
- Александр Граве — Глинский, органист в костеле, руководитель советской подпольной группы
- Эрнст Романов — Эберле, нацистский учёный, изобретатель газа «Циклон Б»
- Улдис Лиелдидж — Рейнгардт Хейдеман, штандартенфюрер
- Эдуард Марцевич — Штроп, химик
- Евгений Лазарев — Саша Савченко, фотограф-подпольщик
- Иван Косых — Штейнфул, «доктор»-шпион, немецкий контрразведчик
- Пётр Фёдоров — Алёша, друг Сергея, военнопленный,
- Виктор Шульгин — Дмитрий Прокофьевич Каширин, подпольщик
- Виктор Косых — Дьяков, подпольщик
- Олег Куценко — Цыган
- Игорь Дмитриев — фон Третнов, немецкий аристократ
- Борис Сморчков — полковник советской контрразведки
- Игорь Бучко — Хельмут, гестаповский палач
- Михаил Бучин
- Владимир Вязовик
- Марк Гейхман
- Евгений Дегтяренко — сотрудник Штропа
- Эве Киви — немецкая актриса, любовница Хейдемана
- Евгения Лыжина — соседка Ани
- Фёдор Одиноков — Юзеф, лесник
- Владимир Приходько
- Юрий Потёмкин

## Съёмочная группа
- Авторы сценария — Владимир Амлинский, Виктор Георгиев
- Режиссёр — Виктор Георгиев
- Оператор — Илья Миньковецкий
- Художник — Евгений Серганов
- Композитор — Эдисон Денисов